# LG Viewty
LG Viewty е професионален камерафон, напълно способен да помогне в създаването на висококачествени изображения. Цялостната му „Look&Feel“ концепция във външния му вид и функционалност са предназначени да улеснят потребителят при използването на възможностите на камерата. 3" (инча) изцяло сензорен дисплей, Mobile XD™ възпроизвеждане на DivX® видео, Muvee™ и възможност за директен ъплоуд в YouTube.com, са едни от екстрите, които предлага това технологично чудо.